# Manuel García de la Huerta Pérez

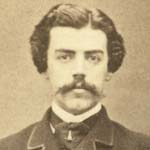
Manuel García de la Huerta Pérez

Manuel García de la Huerta Pérez (* 1837 in Santiago de Chile; † 9. Juni 1889 ebenda) war ein chilenischer Politiker.
Der Sohn des Politikers Pedro Vicente García de la Huerta Saravia besuchte das Instituto Nacional und schloss 1861 ein Jurastudium an der Universidad de Chile als Rechtsanwalt ab. Er arbeitete dann als Anwalt in Santiago und trat in die Partido Liberal ein. In der Wahlperiode 1864–67 war er Abgeordneter für Quinchao. 1876 bis 1879 wurde er abermals als Abgeordneter, dieses Mal für Santiago gewählt und war 1876–77 Erster Vizepräsident des Parlaments.
In der Regierung Aníbal Pintos war er 1877–78 Kriegs- und Marineminister und 1880–81 Minister für Justiz und Kultur sowie stellvertretender Kriegs- und Marineminister. Daneben war er 1879–82 Abgeordneter für Angol und 1881–82 Parlamentspräsident. 1882 wurde er zum Staatsrat ernannt, und von 1882 bis 1888 war er Senator und Mitglied der Ständigen Kommission der Regierung für Äußere Angelegenheiten, Krieg und Marine sowie (1885–86) Mitglied der  Comisión Conservadora para el Receso.
Unter Präsident José Manuel Balmaceda war er 1887–88 erneut Minister für Krieg und Marine. Für die Periode 1889–1894 wurde er als Senator wiedergewählt, starb jedoch schon zu Beginn seiner Amtszeit. Auch sein Sohn Manuel García de la Huerta Izquierdo schlug eine Laufbahn als Politiker ein.